# ترشكلي
ترشكلي (بالفارسية: ترشکلی) هي قرية تقع في غلستان في إيران. يقدر عدد سكانها بـ 316 نسمة بحسب إحصاء 2016.